# NGC 14

NGC 14

إن جي سي 14 أو NGC 14 في الفهرس العام الجديد هي مجرة غير منتظمة تقع في اتجاه كوكبة الفرس الأعظم على بعد يقدر بحوالي 47 مليون سنة ضوئية 13 مليون فرسخ فلكي. تم اكتشافها في 18 سبتمبر 1786 من قبل عالم الفلك الألماني البريطاني فريدريش ويليام هيرشيل.